# 입친구
입친구는 2014년 농심에서 출시한 생감자스틱이다.

## 유명 감자스틱 브랜드
- 입친구 (농심) : 감자 당분이 11배나 높은 국내산 수미감자만을 사용한 국내 유일 생감자스틱이다.
- 자가비 (해태) : 일본 가루비사의 브랜드로 원재료는 미국산 생감자다.
- 눈을감자 (오리온) : '날씬한 생감자스틱'이라는 컨셉이며 미국산 냉동감자를 사용한다.

## 개요
- 용량 : 70g
- 칼로리 : 400kcal
- 가격 : 2400원